# Pseudocaligus apodus
Pseudocaligus apodus är en kräftdjursart som beskrevs av Alessandro Brian 1924. Pseudocaligus apodus ingår i släktet Pseudocaligus och familjen Caligidae. Inga underarter finns listade i Catalogue of Life.